# مراقبة المستهلك
منظمة مراقبة المستهلك (بالإنجليزية: Consumer Watchdog)‏ (المعروفة سابقًا باسم مؤسسة دافعي الضرائب وحقوق المستهلك) هي منظمة تقدمية غير ربحية تدافع عن مصالح دافعي الضرائب والمستهلكين، مع التركيز على التأمين والرعاية الصحية والإصلاح السياسي والخصوصية والطاقة.
تأسست المنظمة في عام 1985 من قبل مؤلف اقتراح كاليفورنيا 103 هارفي روزنفيلد ويقع مقرها الرئيسي في سانتا مونيكا، كاليفورنيا. ومن بين كبار مسؤوليها الرئيس جيمي كورت، والمدير التنفيذي دوغلاس هيلر. من بين الموظفين البارزين الآخرين المدافع عن المستهلك جون سيمبسون.

## التاريخ المبكر
بعد الضغط مع المدافع عن المستهلك رالف نادر بشأن عدد من القضايا بما في ذلك إصلاح تمويل الحملات وانتشار الطاقة النووية، أسس روزنفيلد مستهلك وتش دوك في عام 1985. في وقت لاحق، قام روزنفيلد ونادر بحملة ضد اقتراح كاليفورنيا 51 (1986)، وهي مبادرة مدعومة من صناعة التأمين في اقتراع كاليفورنيا في عام 1986 والتي حدت من مطالبات الضرر في الدعاوى القضائية.

### قضايا شرعية
- ماكاي ضد القرن الحادي والعشرين
- مراقبة المستهلك ضد قسم الرعاية الصحية المدارة
- إمبورغيا، مكة وجرينر ضد دايركت تي في[6]
- تحدي التأمين ضد الزئبق على رسوم الوسيط غير القانوني
- فايجمان ضد أي ات وات إمكانية التنقل ال ال سي
- فيلير وفريد ضد بلو كروس أوف كاليفورنيا
- فوغل ضد مجموعة المزارعين، إنك [7]

## روابط خارجية
- الموقع الرسمي